# Topomyia dananraji
Topomyia dananraji är en tvåvingeart som beskrevs av Ramalingam 1988. Topomyia dananraji ingår i släktet Topomyia och familjen stickmyggor. Inga underarter finns listade i Catalogue of Life.